# Busö, Raseborg
För andra betydelser, se Busö.
Busö är en ö i Finland. Den ligger i Finska viken och i kommunen Raseborg i den ekonomiska regionen  Raseborg i landskapet Nyland, i den södra delen av landet. Ön ligger omkring 81 kilometer väster om Helsingfors.
Öns area är 54,8 hektar och dess största längd är 1,5 kilometer i öst-västlig riktning.